# Bordtennis vid olympiska sommarspelen 1988
Bordtennisturneringen vid de olympiska sommarspelen 1988 avgjordes i Seoul.

## Medaljersummering
| Medaljfördelning |             |      |        |       |        |
| Placering        | Nation      | Guld | Silver | Brons | Totalt |
| 1                | Kina        | 2    | 2      | 1     | 5      |
| 2                | Sydkorea    | 2    | 1      | 1     | 4      |
| 3                | Jugoslavien | 0    | 1      | 1     | 2      |
| 4                | Sverige     | 0    | 0      | 1     | 1      |

## Medaljtabell
| Klass                      | Guld                                     | Silver                                     | Brons                                     |
| Singel, herrar Detaljer... | Yoo Nam-Kyu · Sydkorea                   | Kim Ki-Taik · Sydkorea                     | Erik Lindh · Sverige                      |
| Singel, damer Detaljer...  | Chen Jing · Kina                         | Li Huifen · Kina                           | Jiao Zhimin · Kina                        |
| Dubbel, herrar Detaljer... | Kina · Chen Longcan · Wei Qingguang      | Jugoslavien Ilija Lupulesku Zoran Primorac | Sydkorea · Ahn Jae-Hyung · Yoo Nam-Kyu    |
| Dubbel, damer Detaljer...  | Sydkorea · Hyun Jung-Hwa · Yang Young-Ja | Kina · Chen Jing · Jiao Zhimin             | Jugoslavien Jasna Fazlić Gordana Perkučin |

- Wikimedia Commons har media som rör Bordtennis vid olympiska sommarspelen 1988.